# Clubiona melanosticta
Clubiona melanosticta là một loài nhện trong họ Clubionidae.
Loài này thuộc chi Clubiona. Clubiona melanosticta được Tord Tamerlan Teodor Thorell miêu tả năm 1890.